# Deformationslamellen

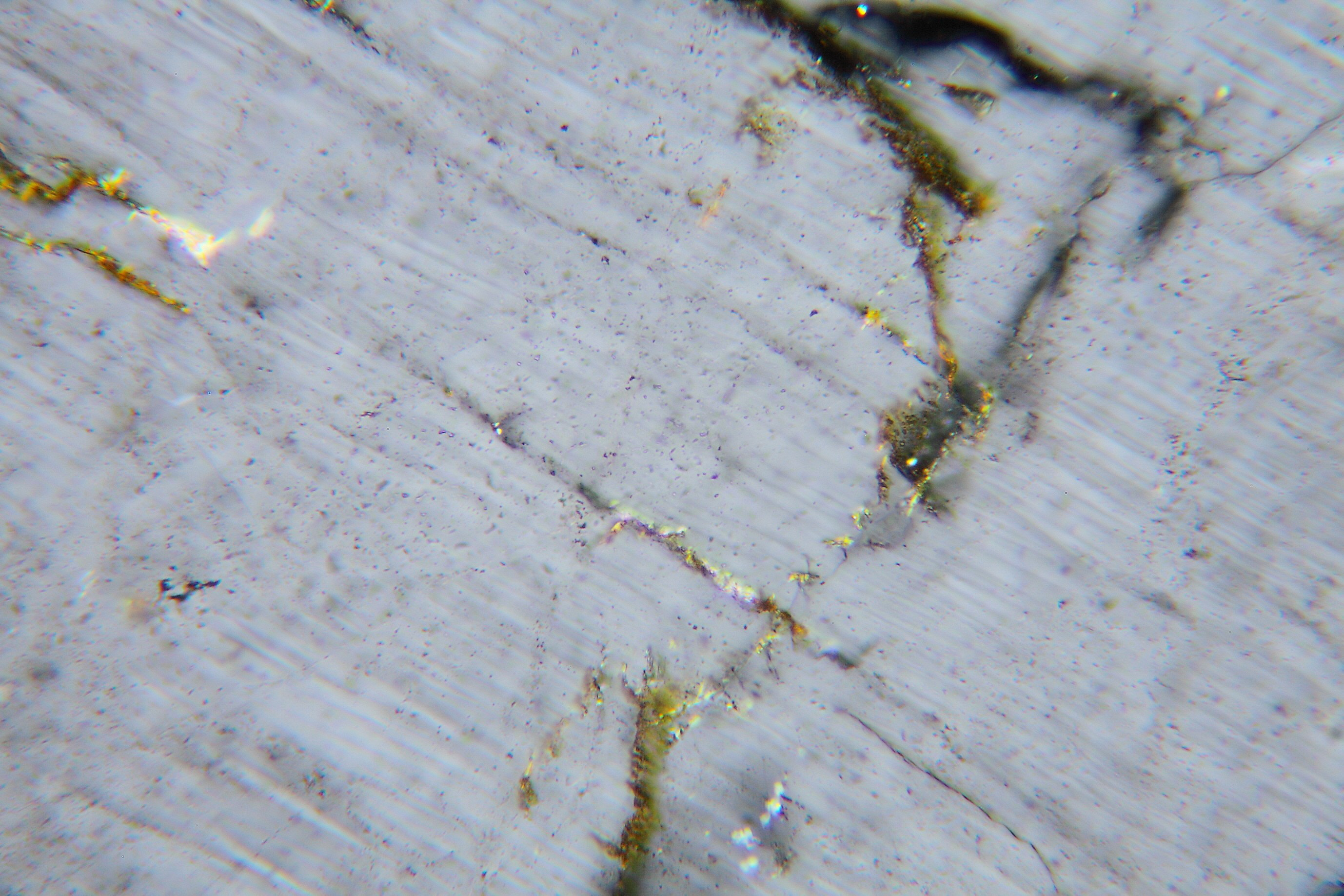
Tektonische Deformationslamellen (Böhm-Lamellen) in einem Quarzkristall (Dünnschliff, XPL, Länge der langen Kante: 360 µm)

Als Deformationslamellen oder Deformationsbänder werden in der Geologie gemäß der Definition der IUGS planare Defekte in Kristallen benannt, die sich durch einen geringfügig vom Wirtskristall abweichenden Brechungsindex auszeichnen, und die entweder auf Störungen im Kristallgitter oder auf einer Anordnung submikroskopischer Einschlüsse beruhen.
Die oben angegebene Definition ist sehr breit und schließt auch Strukturen wie Knickbänder und Planare Deformationselemente ein, die traditionell mit abweichenden Begriffen bezeichnet wurden. Es ist daher auch heute noch eine engere Auslegung des Begriffes Deformationslamellen gebräuchlich, die sich auf schmale (0,5 bis 10 µm) planare Zonen mit abweichendem Brechungsindex in einem Kristall bezieht, die einer kristallographischen Orientierung folgen; Knickbänder (die üblicherweise breiter sind) und planare Deformationselemente werden hiervon nicht umfasst. Für entsprechende Strukturen in Quarzkristallen ist auch der Begriff Böhm-Lamellen gebräuchlich.

## Vorkommen und Entstehung
Am häufigsten werden Deformationslamellen in Quarz beobachtet, aber auch in Olivin, Plagioklas, Calcit und Gletschereis.
Deformationslamellen im engeren Sinne entstehen, wenn Gesteine bei niedriger Temperatur einer gerichteten, mechanischen Spannung ausgesetzt werden, etwa bei tektonischer Beanspruchung. Es ist gelungen, Deformationslamellen im Labor unter entsprechenden Bedingungen künstlich zu erzeugen.
Dagegen können Deformationslamellen im Sinne planarer Deformationselemente lediglich unter den Bedingungen der Impaktmetamorphose gebildet werden, d. h. bei sprunghaft ansteigenden Druck- und Temperaturbedingungen, wie sie beim Einschlag eines großen kosmischen Körpers in die Erdkruste herrschen. Künstlich können diese Bedingungen durch die Explosion einer Kernwaffe simuliert werden; und tatsächlich wurden entsprechende Strukturen in Gesteinen aus Atombombenkratern gefunden.

## Differentialdiagnose
Die unterschiedlichen Bildungsbedingungen haben einen Einfluss auf die Form, wodurch sich tektonisch und impaktmetamorph gebildeten Deformationslamellen unterscheiden lassen:
- Tektonisch gebildete Deformationslamellen sind relativ breit (um 10 µm) und stehen weiter auseinander; impaktmetamorph gebildete Deformationslamellen sind sehr schmal (< 2 µm) und stehen eng beisammen.
- Tektonisch gebildete Deformationslamellen einer gegebenen kristallographischen Orientierung können leicht gekrümmt sein und sich überschneiden; impaktmetamorph gebildete Deformationslamellen sind streng parallel orientiert und gerade, sie überschneiden sich nicht.
- In einem Mineralkorn findet man nie mehr als einen (kristallographisch definierten) Satz von tektonisch gebildeten Deformationslamellen; dagegen können in einem Korn mehrere Sätze von impaktmetamorph gebildeten Deformationslamellen vorhanden sein (und sind es typischerweise auch).